# Честь товарища
«Честь товарища» — советский фильм режиссёра Николая Лебедева 1953 года. Вышел на экраны в конце февраля 1953 года.

## Сюжет
Советский фильм — экранизация книги Бориса Изюмского «Алые погоны» о воспитании гордости Советской армии, будущих офицерах.

## Съёмочная группа
- Режиссёр-постановщик: Николай Лебедев
- Автор сценария: Борис Изюмский, Леонид Жежеленко
- Оператор-постановщик: Вениамин Левитин
- Оператор: Константин Соболь
- Композитор: Владимир Маклаков
- Тексты песен: Николай Глейзаров
- Художник-постановщик: Виктор Савостин
- Художник по костюмам: Тамара Левицкая
- Звукооператор: Лев Вальтер
- Монтаж: Н. Разумова
- Директор картины: Пётр Свиридов

## В ролях
- Константин Скоробогатов — Начальник училища, генерал-майор Полуэктов
- Борис Коковкин — Полковник Зорин
- Геннадий Мичурин — Подполковник Русанов
- Владимир Дружников — Майор Боканов
- Анатолий Чемодуров — Капитан Беседа
- Юрий Толубеев — Генерал Пашков
- Лев Фричинский — Семён Гербов
- Нина Гребешкова — Галя Богачёва
- Василий Меркурьев — Старшина Привалов
- Феликс Яворский — Савва Братушкин
- Борис Матюшкин — Павел Авилкин
- Виктор Бирцев — Владимир Ковалев
- Клавдия Хабарова — эпизод

## Оценки фильма
Киновед Кира Парамонова считала, что «точной работой с молодыми исполнителями режиссёр добился того, что „вечные“ проблемы юношеского индивидуализма … безусловно волнуют зрителя». Она утверждала: «Нельзя не поверить правдивой, искренней игре маленьких актёров».